# Delphine Chabbert
Delphine Chabbert (Versailles, 1 november 1971) is een Belgisch politica voor de PS. De uit Frankrijk afkomstige Chabbert verhuisde in 2009 naar Brussel.

## Levensloop
Chabbert werd in 1993 licentiate in de sociologie en in 1995 master in de sociale wetenschappen, met specialisatie antropologie aan de Universiteit van Parijs. In 1997 behaalde ze ook een master en in 2001 een doctoraat in de sociale wetenschappen aan de Université de Provence, waar ze in 2003 eveneens een licentiaat Frans - Vreemde Talen behaalde. 
Van 1998 tot 2001 werkte ze als onderzoekster aan de Université de Provence en werkte ze als antropologe aan de E2C-school in Marseille, een Europees pilootproject om jongeren in moeilijkheden te behoeden voor sociale en professionele uitsluiting. Vervolgens was ze van 2002 tot 2008 projectleider bij het studiebureau Elixir, waarbij ze verantwoordelijk was voor het opzetten van opleidingen over gelijkheid tussen vrouwen en mannen en de strijd tegen discriminatie.
Na haar verhuis naar Brussel in 2009 werd Chabbert consultante bij het consultancybureau MC², dat diensten aanbiedt aan verenigingen, ngo's en Europese instellingen. Ook daar organiseerde ze cursussen rond gelijkheid tussen vrouwen en mannen en de strijd tegen discriminatie. Daarna werkte ze van 2010 tot 2019 bij de Ligue des Familles, de Franstalige gezinsbond. Ze was er achtereenvolgens politiek secretaris, directrice van de studiedienst en woordvoerster. 
Bij de verkiezingen van mei 2019 werd Chabbert vanop de vierde plaats van de PS-lijst verkozen in het Brussels Hoofdstedelijk Parlement. Ook werd ze door haar partij afgevaardigd naar het Parlement van de Franse Gemeenschap. Als parlementslid ging ze zich bezighouden met zaken als vrouwenrechten, gelijke kansen, gezondheidsbeleid, sociale zaken en onderwijs en droeg ze bij aan wetgeving rond eenoudergezinnen, de professionele integratie van zorgmedewerkers, mentale gezondheid, de bestrijding van discriminatie op basis van geslacht, seksualiteit en afkomst, kinderen en de verbetering van het onderwijssysteem. Ze bleef in beide assemblees zetelen tot in juni 2024.
Chabbert werd bij de federale verkiezingen van juni 2024 tweede opvolger op de PS-lijst in de kieskring Brussel-Hoofdstad.